# Aloban (Portibi)
Aloban is een bestuurslaag in het regentschap Padang Lawas Utara van de provincie Noord-Sumatra, Indonesië. Aloban telt 974 inwoners (volkstelling 2010).